# Burgstein (Weischlitz)
Burgstein – dzielnica gminy Weischlitz w Niemczech, w kraju związkowym Saksonia, w  okręgu administracyjnym Chemnitz, w powiecie Vogtland, we wspólnocie administracyjnej Weischlitz.
Do 31 grudnia 2010 była samodzielną gminą. W okresie istnienia NRD oficjalna nazwa gminy brzmiała Gutenfürst.
Dzielnica położona jest ok. 12 km na południowy zachód od miasta Plauen i ok. 13 km na północny wschód od bawarskiego Hof, blisko granicy z Czechami.
W Pirk, nad doliną Białej Elstery rozciąga się spektakularny wiadukt, którego budowa, rozpoczęta w 1938 została ukończona w roku 1993.

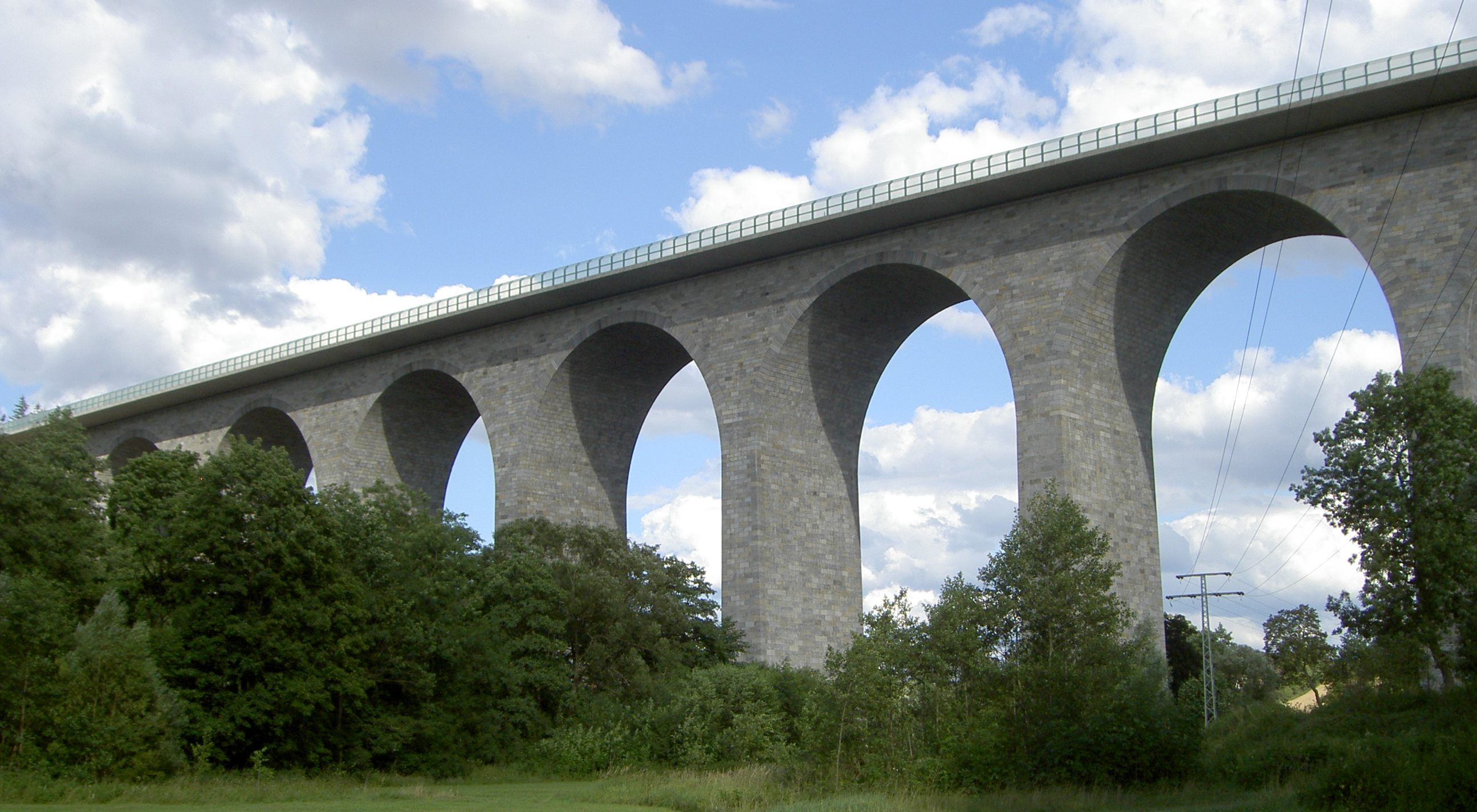
Wiadukt autostrady A72 nad doliną Białej Elstery

## Podział administracyjny
W skład byłej gminy Burgstein wchodziło 15 dzielnic:
| Dzielnica   | Położenie (m n.p.m.) |
| ----------- | -------------------- |
| Berglas     | 468                  |
| Dröda       | 401                  |
| Geilsdorf   | 448                  |
| Grobau      | 552                  |
| Großzöbern  | 500                  |
| Gutenfürst  | 550                  |
| Heinersgrün | 510                  |
| Kemnitz     | 510                  |
| Kleinzöbern | 454                  |
| Krebes      | 549                  |
| Pirk        | 390                  |
| Ruderitz    | 450                  |
| Schwand     | 520                  |
| Steins      | 490                  |
| Türbel      |                      |

## Demografia
| Rok  | Liczba mieszk. |
| 1998 | 2 169          |
| 1999 | 2 160          |
| 2000 | 2 168          |
| 2001 | 2 161          |
| 2002 | 2 151          |
| 2003 | 2 076          |
| 2004 | 2 053          |